# Francisley Bueno
Francisley Trueba Bueno (né le 5 mars 1981 à La Havane, Cuba) est un lanceur gaucher des Ligues majeures de baseball jouant avec les Braves d'Atlanta puis Royals de Kansas City entre 2008 et 2014.

## Carrière

### Braves d'Atlanta
Francisley Bueno signe son premier contrat professionnel en 2006 avec les Braves d'Atlanta. Il fait ses débuts dans le baseball majeur avec cette équipe le 13 août 2008 comme lanceur de relève. Il lance deux manches et un tiers et affronte 13 frappeurs des Cubs de Chicago. À sa deuxième manche au monticule, il accorde un simple à Alfonso Soriano qui, croyant avoir réussi un coup de circuit, demeure dans la boîte du frappeur pour admirer la trajectoire de la balle. À son retour au bâton à la reprise suivante, Soriano est presque atteint d'un tir qui lui passe sous le menton, ce qui entraîne l'expulsion de Bueno. Le lanceur des Braves est suspendu par la ligue pour 3 parties pour avoir lancé dangereusement. Bueno en appelle de la suspension, mais comme il est retiré de l'effectif des Braves après cette première partie jouée, il ne la purge pas. Il est le 6e joueur de l'histoire, et le second lanceur partant après John Lannan en 2007, à être expulsé de son premier match en carrière.
Bueno termine la saison 2008 dans les ligues mineures et passe l'année 2009 avec un club-école des Braves d'Atlanta.

### Mexique et Corée du Sud
En 2010, il lance pour les Diablos Rojos del México dans la Ligue mexicaine de baseball et les Hanwha Eagles de la KBO en Corée du Sud, avant de revenir en Ligue mexicaine en 2011 mais cette fois avec les Sultanes de Monterrey. Il joue avec les Yaquis de Obregón, le club mexicain qui remporte la Série des Caraïbes 2011.

### Royals de Kansas City
Francisley Bueno signe le 12 novembre 2011 un contrat avec les Royals de Kansas City. Il est assigné au début de la saison 2012 aux Royals d'Omaha, le club-école de la franchise dans la Ligue de la côte du Pacifique. Il est rappelé des ligues mineures le 23 juin. Il n'a toujours pas purgé la suspension de 3 parties reçue en 2008, n'ayant pas été invité à jouer dans les Ligues majeures depuis, mais il lui est permis de jouer pour les Royals puisque la suspension avait été portée en appel près de 4 ans plus tôt.
Bueno lance 17 manches et un tiers en 16 sorties en relève pour les Royals en 2012 et remporte le 25 août sa première victoire en carrière, dans un match face aux Red Sox de Boston. Gagnant d'un match contre une défaite cette année-là, il affiche pour Kansas City une moyenne de points mérités de 1,56.
En 2013, il joue principalement pour les Storm Chasers d'Omaha, le club-école des Royals dans les ligues mineures, mais lance 8 manches et un tiers avec Kansas City sans accorder un seul point mérité. Il mérite au passage une autre victoire.